# Uzomathis dissensa
Uzomathis dissensa là một loài bướm đêm trong họ Noctuidae.